# Parlamentsvalget i Portugal 2002
Parlamentsvalget i Portugal 2002 blev afholdt den 17. marts 2002.
Valgdeltagelsen højere end valget i 1999, 61.5% af de stemmeberettigede afgav deres stemme.

## Resultater
| Parti                                       | Stemmer                                                      | %                                                            | 1999                                                         | 2002                                                         |
| ------------------------------------------- | ------------------------------------------------------------ | ------------------------------------------------------------ | ------------------------------------------------------------ | ------------------------------------------------------------ |
| Portugals Socialdemokratiske Parti(PSD)     | 2.200.765                                                    | 40,21%                                                       | 81                                                           | 105                                                          |
| Socialistisk Parti (PS)                     | 2,068,584                                                    | 37,79%                                                       | 115                                                          | 96                                                           |
| CDS – Partido Popular (CDS–PP)              | 477,350                                                      | 8.72%                                                        | 15                                                           | 14                                                           |
| Demokratisk Enhedskoalition (CDU)           | 379,870                                                      | 6.94%                                                        | 17                                                           | 12                                                           |
| Venstre blok (BE)                           | 149,966                                                      | 2.74%                                                        | 2                                                            | 3                                                            |
| Arbejdernes Kommunistiske Parti (PCTP/MRPP) | 36,193                                                       | 0.66%                                                        | 0                                                            | 0                                                            |
| Partido da Terra                            | 15,540                                                       | 0.28%                                                        | 0                                                            | 0                                                            |
| Notater:                                    | Alle partier med mere end 15.000 stemmer medtaget i tabellen | Alle partier med mere end 15.000 stemmer medtaget i tabellen | Alle partier med mere end 15.000 stemmer medtaget i tabellen | Alle partier med mere end 15.000 stemmer medtaget i tabellen |